# Rui Hachimura
Rui Hachimura (八 村 塁, Toyama, 8 de fevereiro de 1998) é um jogador japonês de basquete profissional que atualmente joga no Los Angeles Lakers da National Basketball Association (NBA).
Nascido em Toyama, Hachimura alcançou sucesso no nível juvenil no Japão, levando a Meisei High School a três títulos consecutivos do All-Japan High School Tournament e sendo um dos melhores jogadores das Seleções Japonesas sub-17 e sub-19. Ele se juntou a Universidade de Gonzaga em 2016 como o quinto jogador japonês da Divisão I da NCAA e se tornou o primeiro japonês a jogar no Torneio da NCAA em 2017.
Ele foi selecionado pelos Wizards como a 9ª escolha geral no draft da NBA de 2019.

## Juventude e carreira

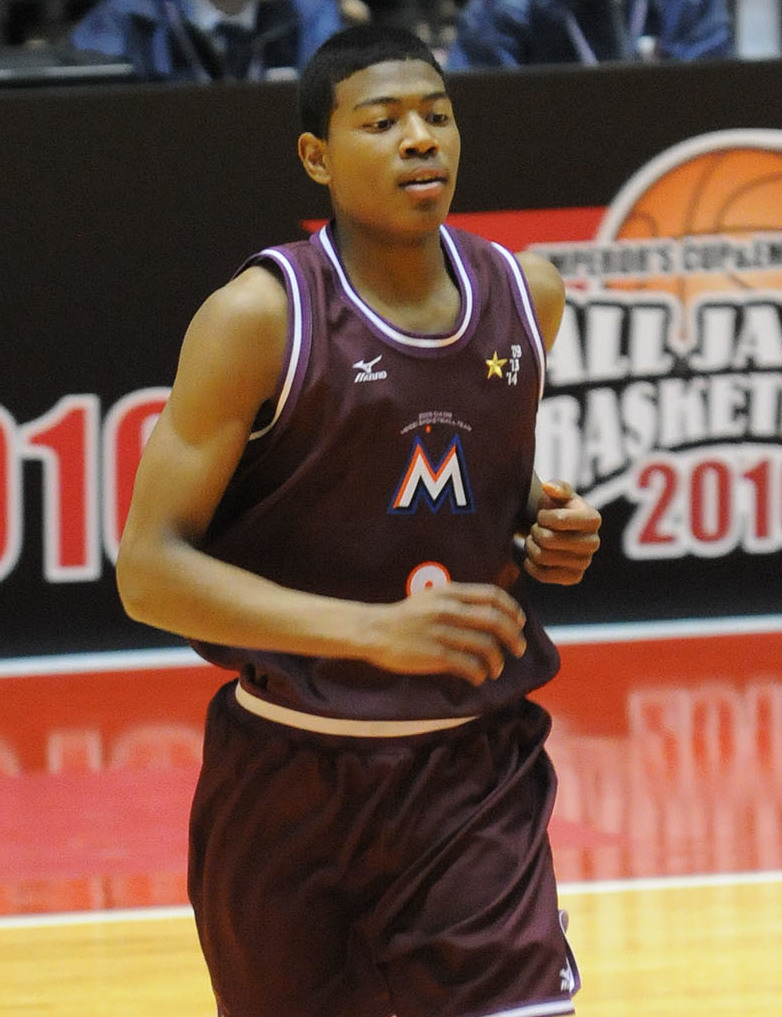
Hachimura na Meisei High School em 2016

Filho de mãe japonesa Makiko (麻 紀 子) e pai beninês, Zakari Jabil, Rui nasceu na província de Toyama, no Japão. Seu nome de batismo, Rui (塁), significa "base" ou "fortaleza" em japonês; o nome foi dado a ele por seu avô porque ele era um grande fã de beisebol (塁 também é usado para "base" no contexto do beisebol).
Ele tem três irmãos mais novos. O irmão mais novo de Hachimura, Allen (阿蓮, Aren), é um jogador de basquete que atualmente joga no Gunma Crane Thunders do Japão. Em sua infância, ele jogou beisebol como receptor e arremessador.
Em 29 de dezembro de 2013, Hachimura liderou o time de basquete da Meisei High School ao seu segundo título no Torneio All-Japan High School, marcando 32 pontos em uma vitória por 92-78 sobre a Fukuoka University Ohori. Em 2014, ele ajudou seu time a vencer o torneio pelo segundo ano consecutivo.
Em 21 de novembro de 2015, ele assinou uma Carta de Intenções para jogar basquete universitário na Universidade de Gonzaga nos EUA, sendo considerado pela ESPN um dos melhores jogadores internacionais entrando na faculdade.
Apesar de assinar com Gonzaga no período de contratações antecipadas para 2016, Hachimura teve sua elegibilidade para jogar basquete universitário em questão. As preocupações eram que ele precisava se aclimatar melhor culturalmente e linguisticamente aos EUA e potencialmente precisaria frequentar uma escola preparatória antes de entrar em Gonzaga ou se candidatar. Em fevereiro de 2016, Hachimura afirmou entender 80% do inglês, mas falar apenas 30-40% dele. Em abril de 2016, Hachimura ainda estava trabalhando para passar no SAT para obter acesso à faculdade. Em maio de 2016, ele anunciou que atendia aos requisitos do SAT e GPA para poder jogar em Gonzaga no início do outono de 2016.
| Informações de Recrutamento | Informações de Recrutamento                   | Informações de Recrutamento | Informações de Recrutamento | Informações de Recrutamento | Informações de Recrutamento |
| Nome | Cidade Natal                                  | Escola/Universidade         | Altura                      | Peso                        | Data da revisão             |
| --- | --------------------------------------------- | --------------------------- | --------------------------- | --------------------------- | --------------------------- |
| Rui Hachimura SF/PF | Toyama, Japão                                 | Meisei                      | 2.03 m                      | 95 kg                       | 20 de Novembro de 2015      |
| Rui Hachimura SF/PF | Recrutamento: Rivais: \| Scout: \| 247sports: |                             |                             |                             |                             |
| Classificação geral de novatos: 247sports: 136º |                                               |                             |                             |                             |                             |
| - Nota: Em muitos casos, Scout, Rivals, 247Sports e ESPN podem entrar em conflito em suas listas de altura e peso, nestes casos, a média foi obtida. - Fonte: |                                               |                             |                             |                             |                             |

## Carreira universitária
Hachimura fez sua estreia na temporada regular pela Universidade de Gonzaga em 11 de novembro de 2016, contra Utah Valley, registrando um ponto e três rebotes em quatro minutos. Como resultado, ele se tornou o quinto jogador japonês a jogar basquete na Divisão I da NCAA.
Em 1º de dezembro, ele marcou 10 pontos, a melhor marca da temporada, em 13 minutos, na vitória por 97-63 sobre Mississippi Valley State. Em 23 de fevereiro de 2017, contra San Diego, Hachimura marcou oito pontos e ajudou seu time a conquistar o título da West Coast Conference (WCC). Em 16 de março de 2017, depois de jogar um minuto contra South Dakota State, ele se tornou o primeiro japonês a jogar no Torneio da NCAA. Em 28 jogos como calouro, Hachimura teve médias de 2,6 pontos e 1,4 rebotes em 4,6 minutos.
Na temporada de 2017-18, Hachimura jogou em 37 jogos por Gonzaga, incluindo dois jogos como titular, com médias de 11,6 pontos e 4,7 rebotes.
Em 6 de novembro de 2018, ele abriu a sua terceira temporada marcando 33 pontos em uma vitória por 120-79 sobre Idaho State. Em 21 de novembro de 2018, Hachimura registrou 20 pontos, 7 rebotes e 5 assistências para ajudar a derrotar Duke na final do Maui Invitational. Posteriormente, ele foi nomeado o MVP do torneio. Hachimura foi eleito o Melhor Jogador do Ano da WCC de 2019. Ele liderou Gonzaga em pontuação com média de 19,7 pontos durante a temporada e também teve uma média de 6,5 rebotes.

## Carreira profissional

### Washington Wizards (2019–2023)

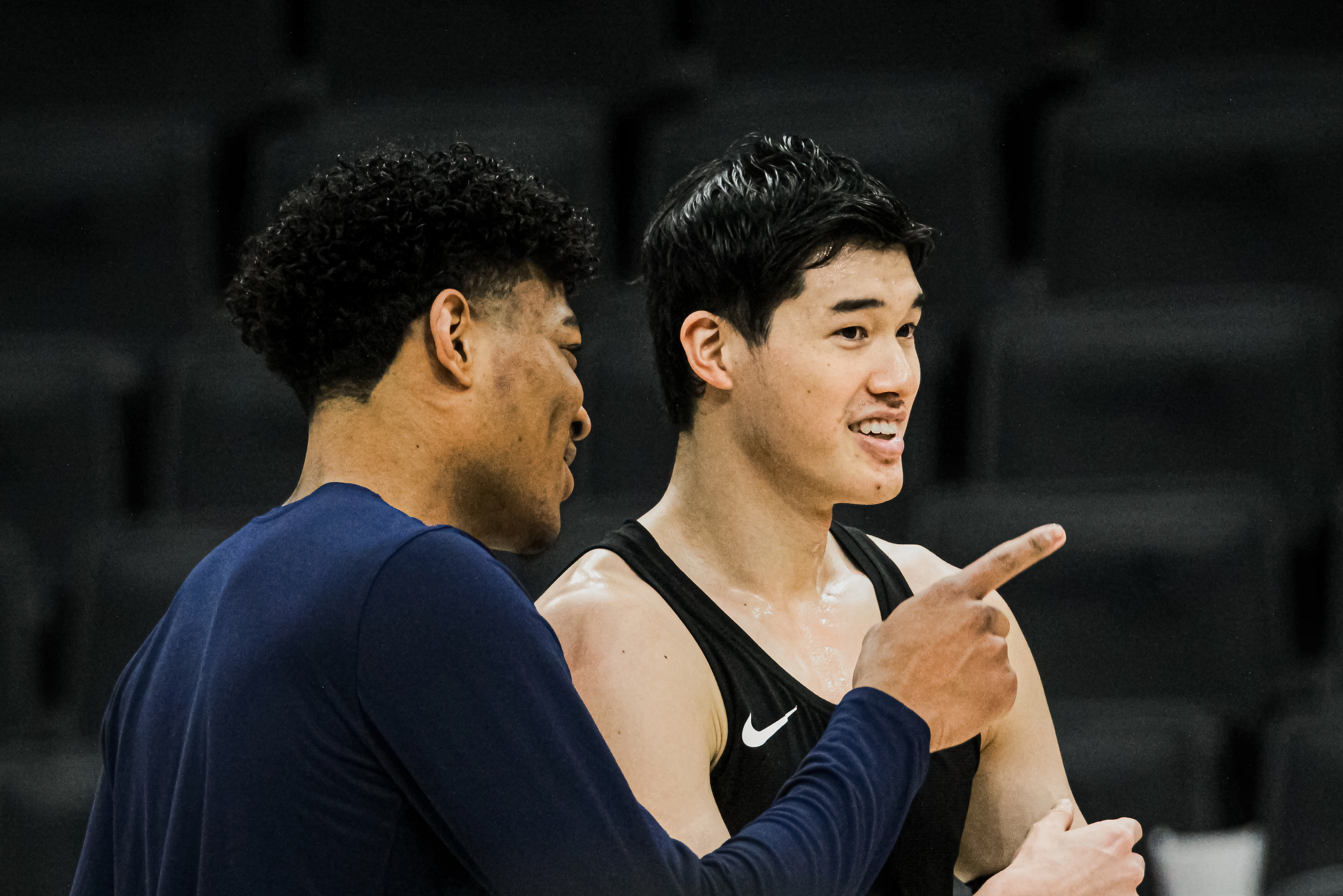
Hachimura com Yuta Watanabe do Toronto Raptors em 2020

Em 15 de abril de 2019, Hachimura anunciou que abriria mão de seu último ano de elegibilidade e se declarou para o draft da NBA de 2019, onde foi a nona escolha geral pelo Washington Wizards. Hachimura foi o segundo jogador japonês a ser selecionado no draft da NBA depois de Yasutaka Okayama, e também o primeiro jogador japonês a ser escolhido na primeira rodada. Em 1 de julho de 2019, ele assinou um contrato de 4 anos e US$20.3 milhões com os Wizards.
Em 23 de outubro de 2019, Hachimura fez sua estreia na NBA tendo um duplo-duplo de 14 pontos e 10 rebotes como titular na derrota por 100-108 para o Dallas Mavericks. Em 1º de dezembro de 2019, ele registrou 30 pontos, nove rebotes, três assistências e um roubo de bola na derrota por 125-150 para o Los Angeles Clippers.
Em dezembro daquele ano, ele e Yuta Watanabe do Memphis Grizzlies se tornaram a primeira dupla de jogadores japoneses a se enfrentarem na NBA.
Hachimura sofreu uma lesão na virilha contra o Detroit Pistons em 16 de dezembro, foi operado e perdeu vários jogos. Em 15 de setembro de 2020, Hachimura foi nomeado para a Segunda-Equipe de Novatos da NBA.
Durante a temporada de 2021-22, Hachimura jogou 42 jogos e teve médias de 11,3 pontos, 3,8 rebotes e 1,1 assistências. Isso representou uma ligeira queda em suas médias.

### Los Angeles Lakers (2023-presente)
No dia 23 de janeiro de 2023 foi anunciado uma troca entre Los Angeles Lakers e Washington Wizards. Hachimura iria para o time da Califórnia, em troca o Wizards recebia Kendrick Nunn, duas escolha de 2ª rodada (uma para o draft de 2023 e outra para o draft de 2029) e ainda uma escolha menos favorável para o draft de 2028.

## Carreira na seleção

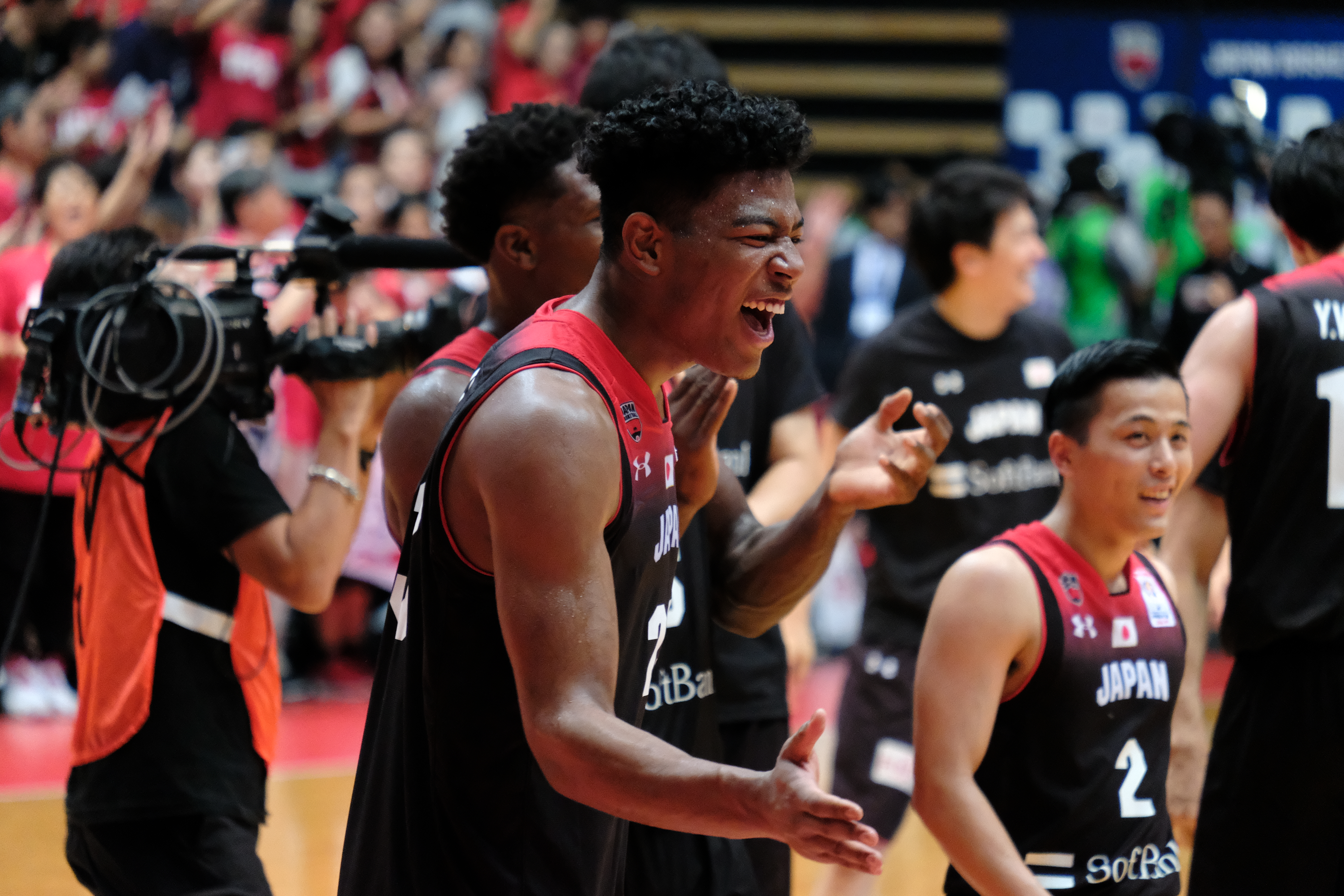
Hachimura depois de um jogo de qualificação para Copa do Mundo de Basquetebol Masculino de 2019.

Hachimura representa a Seleção Japonesa. No Campeonato Asiático Sub-16 de 2013 no Irã, ele teve médias de 22,8 pontos, 12,6 rebotes e 2,8 bloqueios em oito jogos, levando sua equipe a um terceiro lugar. Em abril de 2014, com a seleção Sub-18, ele jogou o Torneio Albert-Schweitzer na Alemanha e terminou em último lugar.
O Japão terminou a Copa do Mundo Sub-17 em 14º de 16 times com Hachimura tendo a maior média de pontuação do torneio, 22,6 pontos, enquanto também tinha 6,6 rebotes e 1,7 bloqueios. Durante o torneio, ele marcou 25 pontos no time dos EUA que conquistou o título; essa equipe incluía quatro jogadores que foram escolhidos no draft da NBA de 2017 - Jayson Tatum, Josh Jackson, Caleb Swanigan e Ivan Rabb - além de outras futuras estrelas universitárias como Diamond Stone e Malik Newman.
Ele competiu pelo Japão na Copa do Mundo de Basquete Sub-19 em 2017, obtendo médias de 20,6 pontos e 11,0 rebotes.
Em uma rodada de qualificação para a Copa do Mundo de 2019, Hachimura marcou 25 pontos para ajudar o Japão a derrotar o Irã por 70-56.
Hachimura marcou 34 pontos em uma derrota para a Eslovênia durante a rodada preliminar das Olimpíadas de 2020.

## Vida pessoal
Hachimura sofreu racismo por nacionalistas étnicos japoneses, uma vez observando no Twitter que “Mensagens como essa chegam quase todos os dias”, referindo-se a insultos anti-negros que seu irmão recebeu.

## Estatísticas da carreira

### NBA

#### Temporada regular
| Ano      | Equipe     | PJ  | PT  | MPJ  | AP   | 3P   | LL   | RT  | AS  | BR | TO | PPJ  |
| -------- | ---------- | --- | --- | ---- | ---- | ---- | ---- | --- | --- | -- | -- | ---- |
| 2019–20  | Washington | 48  | 48  | 30.1 | .466 | .287 | .829 | 6.1 | 1.8 | .8 | .2 | 13.5 |
| 2020–21  | Washington | 57  | 57  | 31.5 | .478 | .328 | .770 | 5.5 | 1.4 | .8 | .1 | 13.8 |
| 2021–22  | Washington | 42  | 13  | 22.5 | .491 | .447 | .697 | 3.8 | 1.1 | .5 | .2 | 11.3 |
| 2022–23  | Washington | 30  | 0   | 24.3 | .488 | .337 | .759 | 4.3 | 1.2 | .4 | .4 | 13.0 |
| Carreira | Carreira   | 177 | 118 | 27.8 | .479 | .356 | .776 | 5.1 | 1.4 | .6 | .2 | 13.0 |

#### Playoffs
| Ano  | Equipe     | PJ | PT | MPJ  | AP   | 3P   | LL   | RT  | AS  | BR | TO | PPJ  |
| ---- | ---------- | -- | -- | ---- | ---- | ---- | ---- | --- | --- | -- | -- | ---- |
| 2021 | Washington | 5  | 5  | 34.6 | .617 | .600 | .583 | 7.2 | 1.0 | .4 | .2 | 14.8 |

### Universitário
| Ano      | Equipe   | PJ  | PT | MPJ  | AP   | 3P   | LL   | RT  | AS  | BR | TO | PPJ  |
| -------- | -------- | --- | -- | ---- | ---- | ---- | ---- | --- | --- | -- | -- | ---- |
| 2016–17  | Gonzaga  | 28  | 0  | 4.6  | .528 | .286 | .542 | 1.4 | .1  | .2 | .1 | 2.6  |
| 2017–18  | Gonzaga  | 37  | 2  | 20.7 | .568 | .192 | .795 | 4.7 | .6  | .5 | .5 | 11.6 |
| 2018–19  | Gonzaga  | 37  | 37 | 30.2 | .591 | .417 | .739 | 6.5 | 1.5 | .9 | .7 | 19.7 |
| Carreira | Carreira | 102 | 39 | 18.5 | .562 | .298 | .692 | 4.2 | .7  | .5 | .4 | 11.2 |

Fonte:

## Prêmios e Homenagens
NBA
- Campeão da Copa NBA: 2023